# Argyrosomus regius

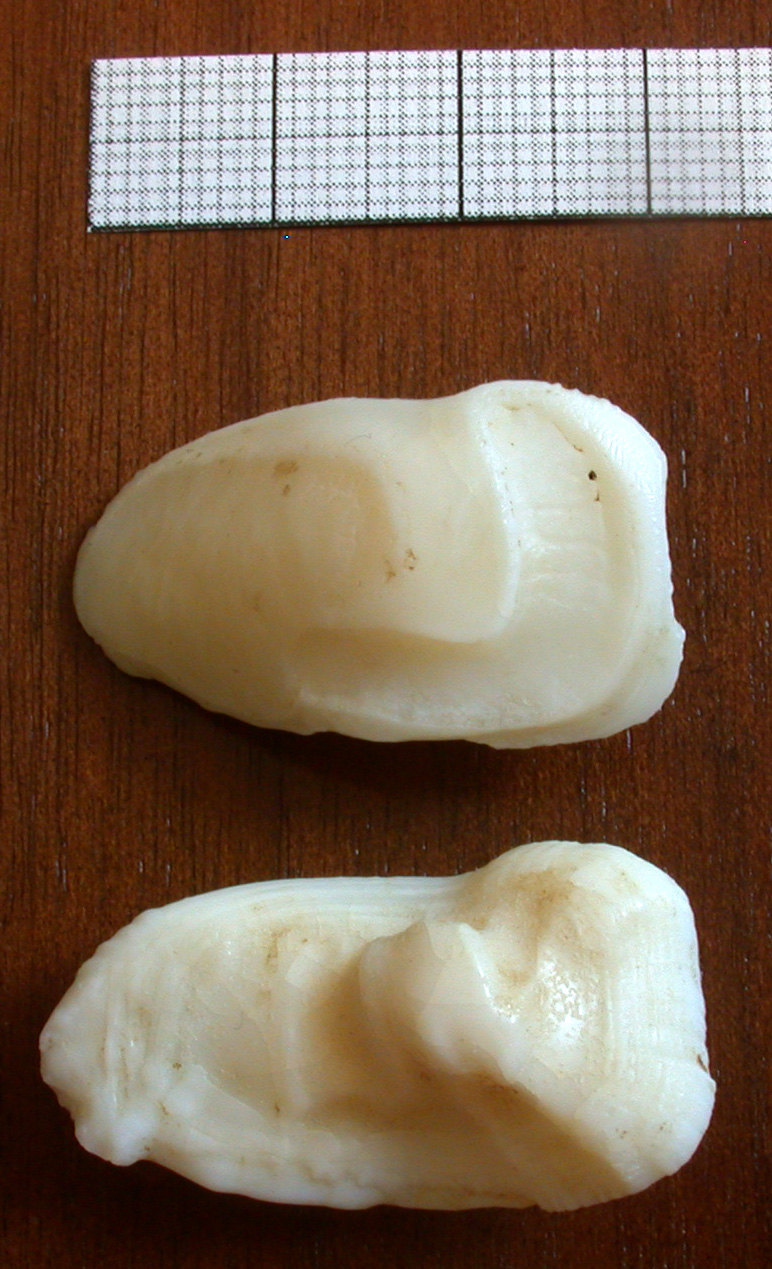
Otolitos de Argyrosomus regius.

La perca regia (Argyrosomus regius), también llamada por el muy ambiguo nombre de corvina,  es un pez óseo perteneciente a la familia de los sciénidos. Caracterizado por sus dos aletas dorsales muy próximas. Hocico redondeado. Carnívoros y solitarios, pelágicos o litorales demersales.
Es de colores plateados. Su longitud alcanza 4 a 5 dm hasta 2 m, y peso de 10 a 40 kg
A. regius es un carnívoro solitario que vive en áreas costeras pelágicas, con un rango de 15 a 300 m de prof. Su hábitat incluye el océano Atlántico y, con una distribución escasa en el mar Mediterráneo.
Así le describió por primera vez Ignacio Jordán Claudio de Asso y del Río, en 1801:
"Perca Regia dentibus conicis, robustis inferioribus obtusis, cauda integra. Tab. 35 fig. 3. Latus Rondel. P. 135 fig. mala. Nuestros antiguos le llamaban Pexerey. Marques de Villena c.6. En catalán Reig.
Hay individuos de esta especie que pesan un quintal. El cuerpo es oblongo, plateado, con mezcla de obscuro. La cabeza manchada de amarillo. Los dientes cónicos, robustos con los inferiores obtusos. El opérculo superior dentado en su margen externa: el inferior se termina en una punta espinosa. La cola entera, y las aletas de las agallas puntiagudas. Tiene dos aletas dorsales. No se halla en Linneo".